# 奈良県幼稚園一覧
奈良県幼稚園一覧（ならけんようちえんいちらん）は、奈良県の幼稚園の一覧。

## 国立幼稚園
- 奈良女子大学附属幼稚園

## 公立幼稚園

### 奈良市
- 奈良市立佐保幼稚園
- 奈良市立済美幼稚園
- 奈良市立大安寺幼稚園
- 奈良市立鳥見幼稚園
- 奈良市立富雄北幼稚園
- 奈良市立二名幼稚園
- 奈良市立伏見南幼稚園
- 奈良市立六条幼稚園

### 大和高田市
- 大和高田市立片塩幼稚園
- 大和高田市立磐園幼稚園
- 大和高田市立浮孔幼稚園
- 大和高田市立浮孔西幼稚園
- 大和高田市立陵西幼稚園
- 大和高田市立菅原幼稚園

### 大和郡山市
- 大和郡山市立郡山南幼稚園
- 大和郡山市立郡山西幼稚園
- 大和郡山市立郡山北幼稚園
- 大和郡山市立片桐幼稚園
- 大和郡山市立片桐西幼稚園
- 大和郡山市立昭和幼稚園
- 大和郡山市立筒井幼稚園
- 大和郡山市立矢田南幼稚園

### 天理市
- 天理市立山の辺幼稚園
- 天理市立井戸堂幼稚園
- 天理市立二階堂幼稚園
- 天理市立朝和幼稚園
- 天理市立櫟本幼稚園
- 天理市立柳本幼稚園

### 橿原市
- 橿原市立畝傍南幼稚園
- 橿原市立畝傍東幼稚園
- 橿原市立畝傍北幼稚園
- 橿原市立鴨公幼稚園
- 橿原市立晩成幼稚園
- 橿原市立今井幼稚園
- 橿原市立真菅幼稚園
- 橿原市立真菅北幼稚園
- 橿原市立耳成幼稚園
- 橿原市立耳成南幼稚園
- 橿原市立耳成西幼稚園
- 橿原市立金橋幼稚園
- 橿原市立香久山幼稚園
- 橿原市立新沢幼稚園
- 橿原市立白橿幼稚園

### 桜井市
- 桜井市立安倍幼稚園
- 桜井市立織田纒向幼稚園
- 桜井市立桜井西幼稚園
- 桜井市立桜井南幼稚園
- 桜井市立三輪幼稚園

### 五條市
五條市に幼稚園だけの施設はない。

以下は幼稚園と保育所の両方の機能を持つ施設
- ゆめこども園
- きぼうこども園
- みらいこども園

### 御所市
- 御所市立御所幼稚園
- 御所市立大正幼稚園
- 御所市立秋津幼稚園

### 生駒市
- 生駒市立認定こども園生駒幼稚園
- 生駒市立南幼稚園
- 生駒市立生駒台幼稚園
- 生駒市立桜ヶ丘幼稚園
- 生駒市立あすか野幼稚園
- 生駒市立壱分幼稚園
- 生駒市立俵口幼稚園
- 生駒市立なばた幼稚園

### 香芝市
- 香芝市立五位堂幼稚園
- 香芝市立認定こども園下田幼稚園
- 香芝市立二上幼稚園
- 香芝市立志都美幼稚園
- 香芝市立関屋幼稚園
- 香芝市立三和幼稚園
- 香芝市立認定こども園鎌田幼稚園
- 香芝市立認定こども園真美ヶ丘東幼稚園
- 香芝市立旭ケ丘幼稚園

### 葛城市
- 葛城市立新庄小学校附属幼稚園
- 葛城市立忍海小学校附属幼稚園
- 葛城市立新庄北小学校附属幼稚園
- 葛城市立磐城小学校附属幼稚園
- 葛城市立當麻小学校附属幼稚園

### 宇陀市
- 宇陀市立榛原幼稚園
- 宇陀市立榛原東幼稚園

### 生駒郡
- 三郷町立南畑幼稚園
- 斑鳩町立斑鳩幼稚園
- 斑鳩町立斑鳩東幼稚園

### 磯城郡
- 田原本町立認定こども園田原本幼稚園
- 田原本町立北幼稚園
- 田原本町立東幼稚園
- 田原本町立南幼稚園
- 田原本町立認定こども園平野幼稚園
- 川西町立川西幼稚園

### 高市郡
- 高取町立たかとり幼稚園
- 明日香村立明日香幼稚園

### 北葛城郡
- 王寺町立王寺北幼稚園
- 王寺町立王寺南幼稚園
- 広陵町立広陵東小学校附属幼稚園
- 広陵町立真美ヶ丘第一小学校附属幼稚園
- 広陵町立真美ヶ丘第二小学校附属幼稚園
- 上牧町立上牧幼稚園

### 吉野郡
- 黒滝村立黒滝幼稚園
- 天川村立天川幼稚園
- 東吉野村立東吉野幼稚園

## 私立幼稚園

### 奈良市
- 登美ヶ丘カトリック幼稚園[1]
- 奈良大学付属幼稚園[2]
- 西大寺幼稚園[3]
- 帝塚山幼稚園[4]
- 学園前ネオポリス幼稚園[5]
- ひかり幼稚園[6]
- 奈良カトリック幼稚園[7]
- 親愛幼稚園[8]
- 愛染幼稚園[9]
- いさがわ幼稚園
- 東大寺学園幼稚園[10]
- 奈良育英幼稚園[11]
- 奈良保育学院付属幼稚園[12]
- 近畿大学付属幼稚園[13]
- 奈良学園幼稚園

### 大和高田市
- 奈良文化女子短期大学付属幼稚園
- 愛恵幼稚園
- 高田カトリック幼稚園

### 大和郡山市
- 大和郡山カトリック幼稚園

### 天理市
- 天理幼稚園
- カレス幼稚園

### 橿原市
- のぞみ幼稚園
- くちなし幼稚園
- 聖心幼稚園
- 常盤幼稚園

### 桜井市
- 育成幼稚園
- さくら幼稚園
- 畿央大学付属幼稚園
- 大三輪幼稚園

### 御所市
- 葛カトリック幼稚園

### 生駒市
- エンゼル幼稚園
- 白百合幼稚園
- 奈良佐保短期大学附属生駒幼稚園
- 白庭台幼稚園

### 香芝市
- ハルナ幼稚園
- せいか幼稚園

### 生駒郡
- 信貴幼稚園
- 愛の園幼稚園
- だいどう幼稚園
- 法隆寺幼稚園
- 平群北幼稚園

### 北葛城郡
- 片岡台幼稚園

### 吉野郡
- 北野幼稚園

## 典拠・注釈
1. ↑  登美ヶ丘カトリック幼稚園公式ホームページ
2. ↑  奈良大学付属幼稚園公式webサイト
3. ↑  西大寺幼稚園
4. ↑  帝塚山幼稚園公式webサイト帝塚山大学と同じ学校法人が経営
5. ↑  学園前ネオポリス幼稚園公式webサイト
6. ↑  ひかり学園ひかり幼稚園公式webサイト
7. ↑  奈良カトリック幼稚園公式webサイト
8. ↑  学校法人親愛幼稚園公式webサイト
9. ↑  学校法人愛染幼稚園公式webサイト
10. ↑  東大寺幼稚園公式webサイト
11. ↑  奈良育英幼稚園公式webサイト
12. ↑  経営者は学校法人白藤学園奈良保育学院付属幼稚園公式webサイト
13. ↑  近畿大学付属幼稚園公式web